# Heinz Hermann
Heinz Hermann (Zürich, 28 maart 1958) is een voormalig Zwitsers profvoetballer, die gedurende zijn carrière vooral op het middenveld speelde. Na zijn actieve loopbaan stapte hij het trainersvak in. Hermann was met 118 interlands recordinternational van zijn land, totdat hij in november 2023 werd gepasseerd door Granit Xhaka en later door Xherdan Shaqiri, en werd vijfmaal uitgeroepen tot Zwitsers voetballer van het jaar.

## Clubcarrière
Hermann speelde achtereenvolgens voor Grasshopper-Club, Neuchâtel Xamax FC, Servette FC, Grasshopper-Club, FC Aarau en FC Basel. Hij won zeven Zwitserse landstitels en driemaal de Zwitserse beker gedurende zijn carrière.

### Erelijst
- Grasshopper Club Zürich
  - Swiss Super League: 1978, 1982, 1983 en 1985
  - Swiss Cup: 1983
- Neuchâtel Xamax
  - Swiss Super League: 1987 en 1988
  - Schweizer Cup: 1985 en 1990
- FC Aarau
  - Swiss Super League: 1993
- Zwitsers voetballer van het jaar
  - 1984, 1985, 1986, 1987, 1988

## Interlandcarrière
Hermann kwam 118 keer uit voor het Zwitsers nationaal elftal. Hij maakte zijn debuut op 6 september 1978 in het vriendschappelijke duel in Luzern tegen de Verenigde Staten (2-0-overwinning), net als doelman Karl Engel. Hermann viel in dat duel na rust in voor René Botteron. Zijn 118de en laatste interland speelde hij op 13 november 1991 in Boekarest tegen Roemenië (1-0 nederlaag).
| Interlanddoelpunten | Interlanddoelpunten | Interlanddoelpunten | Interlanddoelpunten | Interlanddoelpunten | Interlanddoelpunten | Interlanddoelpunten |
| #                   | Datum               | Locatie             | Tegenstander        | Goal(s)             | Uitslag             | Wedstrijd           |
| ------------------- | ------------------- | ------------------- | ------------------- | ------------------- | ------------------- | ------------------- |
| 1.                  | 09/06/1979          | Reykjavik           | IJsland             | 61'                 | 1–2                 | EK-kwalificatie     |
| 2.                  | 30/03/1983          | Glasgow             | Schotland           | 58'                 | 2–2                 | EK-kwalificatie     |
| 3.                  | 30/11/1983          | Algiers             | Algerije            | 89'                 | 1–2                 | Oefeninterland      |
| 4.                  | 27/03/1984          | Zürich              | Polen               | 79'                 | 1–1                 | Oefeninterland      |
| 5.                  | 01/02/1985          | Bogota              | Colombia            | 30'                 | 2–2                 | Oefeninterland      |
| 6.                  | 08/02/1985          | Tampa               | Verenigde Staten    | 11'                 | 1–1                 | Oefeninterland      |
| 7. + 8.             | 06/05/1986          | Genève              | Algerije            | 8' 14'              | 2–1                 | Oefeninterland      |
| 9.                  | 19/08/1986          | Lausanne            | Frankrijk           | 72'                 | 2–0                 | Oefeninterland      |
| 10.                 | 25/03/1987          | Bellinzona          | Tsjecho-Slowakije   | 11'                 | 1–2                 | Oefeninterland      |
| 11.                 | 14/12/1988          | Caïro               | Egypte              | 68'                 | 1–3                 | Oefeninterland      |
| 12.                 | 03/04/1990          | Luzern              | Roemenië            | 44'                 | 2–1                 | Oefeninterland      |
| 13.                 | 12/03/1991          | Balzers             | Liechtenstein       | 26'                 | 0–6                 | Oefeninterland      |
| 14.                 | 05/06/1991          | Sankt Gallen        | San Marino          | 55'                 | 7–0                 | EK-kwalificatie     |
| 15.                 | 11/09/1991          | Bern                | Schotland           | 39'                 | 2–2                 | EK-kwalificatie     |